# Hypancistrus contradens
Hypancistrus contradens — вид риб з роду Hypancistrus родини Лорікарієві ряду сомоподібні.

## Опис
Загальна довжина сягає 12 см. Голова і тулуб сплощені зверху. Очі дуже великі. Рот широкий, являє собою присосок. У дорослих самців на зябрових кришках присутні довгі одонтоди (шкіряні зубчики). Тулуб стрункий. Спинний плавець довгий, великий. Грудні та черевні плавці широкі, грудні вужчі та довші, на першому промені мають довгі шипики. Жировий і анальний плавці невеличкі. Хвостовий плавець широкий, з гіллястими променями.
Забарвлення темно-коричневе або чорне, по якому розкидані білі або жовтуваті плями. У кожної особини ці плями різного розміру. Інколи плями чергуються зі штрихами.

## Спосіб життя
Є демерсальною рибою. Віддає перевагу прісній, м'якій та кислій воді. Зустрічається у річках з помірною течією з кам'янистим дном. Утворює невеличкі косяки. Вдень ховається у печерах або під каміннями. Активна вночі. Живиться переважно дрібними безхребетними.
Статева зрілість настає у 2 роки. Самиця відкладає ікру в схованках (печерах, під камінням). Самець охороняє кладку. Мальки зростають дуже швидко.

## Розповсюдження
Мешкає у басейні річки Оріноко (Венесуела).